# 행당중학교
행당중학교(杏堂中學校)는 대한민국 서울특별시 성동구 행당동에 있는 공립 중학교이다.

## 학교 연혁
- 1968년 9월 23일 : 문교부 설립 인가(행당여자중학교)
- 1968년 10월 1일 : 초대 이형호 교장 취임
- 1969년 3월 3일 : 개교
- 1969년 3월 3일 : 제1회 입학식(13학급 910명)
- 1972년 2월 21일 : 제1회 졸업식
- 2002년 3월 1일 : 행당중학교(남녀공학)로 교명 변경
- 2023년 1월 3일 : 제52회 졸업식(91명, 누계 27,101명)
- 2023년 3월 1일 : 제19대 임지영 교장 취임
- 2023년 3월 2일 : 제55회 입학식(4학급 79명)

## 참고 자료
- 행당중학교 - 한국교육학술정보원 학교알리미